# Golmud
Golmud (chữ Tạng: ན་གོར་མོ་གྲོང་ཁྱེར་; Wylie: na gor mo grong khyer, chuyển tự tiếng Mông Cổ: γooluud, tiếng Trung: 格尔木; bính âm: Gé'ěrmù, Hán Việt:Cách Nhĩ Mộc), là một thành phố cấp phó địa khu thuộc Châu tự trị dân tộc Mông Cổ & dân tộc Tạng Hải Tây, tỉnh Thanh Hải, Trung Quốc. Đây là thành phố lớn thứ hai của tỉnh Thanh Hải và lớn thứ ba cao nguyên Tây Tạng sau Tây Ninh và Lhasa. Tên của thành phố xuất phát từ tiếng Mông Cổ, trong các phương ngữ Tây Mông Cổ có nghĩa là "các dòng sông". Thành phố nằm gần một số hồ muối. Do vậy, các ngành công nghiệp liên quan đến muối như hoá chất đã có cơ hội phát triển. Hồ muối Qarham ở phía đông bắc nội ô của Golmud có diện tích lên tới 5.856 km², và là hồ muối nội địa lớn nhất trên thế giới.

### Nhai đạo
- Côn Lôn Lộ (昆仑路街道)
- Hoàng Hà Lộ (黄河路街道)
- Kim Phong Lộ (金峰路街道)
- Hà Tây Lộ (河西街道)
- Tây Tạng Lộ (西藏路街道)

### Trấn
- Quách Lặc Mộc Đức (郭勒木德镇)
- Đường Cổ Lạp Sơn (唐古拉山镇)

### Hương
- Đại Cách Lặc (大格勒乡)
- Ô Đồ Mỹ Nhân (乌图美仁乡)